# Хаф Мун (Северна Каролина)
Хаф Мун (енгл. Half Moon) насељено је место без административног статуса у америчкој савезној држави Северна Каролина.

## Демографија
По попису из 2010. године број становника је 8.352, што је 1.707 (25,7%) становника више него 2000. године.
| Група             | 2000.         | 2010.         |
| Белци             | 4.127 (62,1%) | 5.270 (63,1%) |
| Афроамериканци    | 1.626 (24,5%) | 1.736 (20,8%) |
| Азијати           | 172 (2,6%)    | 182 (2,2%)    |
| Хиспаноамериканци | 446 (6,7%)    | 816 (9,8%)    |
| Укупно            | 6.645         | 8.352         |